# Assassin's Creed Unity
Assassin's Creed Unity je sedmý hlavní díl v historicko-akční sérii Assassin's Creed vydávané společností Ubisoft. Hra vyšla v Evropě 13. listopadu 2014 (v USA 11. 11.) a to na PC v platformě systému Windows a na konzole PlayStation 4, Xbox One a Wii U.
Děj začíná v roce 1789 v období francouzské buržoazní revoluce. Příběh se odehrává zejména v Paříži a odehrává se kolem francouzsko-rakouského asasína jménem Arno Dorian, který se snaží lidem pomoci vybudovat svobodu. Do příběhu je také zapletena mladá templářka Elise de la Serre, se kterou Arno vyrůstal a později se do ní také zamiluje. V příběhu se také vyskytují Napoleon Bonaparte a Maximilien de Robespierre.

## O hře
Ubisoft potvrdil, že Assassin's Creed Unity bude převrat v celé sérii Assassin's Creed. Můžete mít poprvé nový zážitek z Next-genovou grafikou hlavně na nových konzolích, jako je PlayStation 4. Vývojáři museli pro tento díl předělat některé herní prvky a hra tedy obsahuje lepší ovládání a reálnější pohyby postav. Hráč může přistupovat k různým postavám a navázat s nimi kontakt a nebo vejít do různých budov. Jako jediný a první díl v sérii Assassin's Creed si můžete postavu Arna Doriana upravit a vytvořit si ho dle svých představ, jako je pleť, boty, oblečení, zbroj, štíty a různé typy zbraní.
Také vám hra nabízí i několik RPG prvků, jako je tvorba a výroba svých nástrojů pro určenou potřebu.
Měsíc před uvedením prozradilo studio Ubisoft, že nastal problém se složitostí a náročností scén hry a tak bude hra na herní konzole vydána v 900p se 30 snímky za sekundu. To má hře pomoct docílit filmového efektu a pro akční arkádu je to údajně ideální.
Herní svět je nejrozsáhlejší a také nejinteraktivnější v celé sérii. Mapa Paříže je doposud nejrozsáhlejší plnohodnotnou mapou z celé série Assassin's Creed, nepočítáme-li například moře z Assassin's Creed IV: Black Flag.
Assassin's Creed Unity byl největší propadák Ubisoftu. Propady FPS a neustálé bugy ze hry udělali nejhorší díl ze série. Na samotné hře si smlsnulo dost kritiků a Ubisoft to ještě do teď těžce rozdýchává. Na což můžeme říct, že díky této zkušenosti se Ubisoft polepšil u posledního dílu Assassin's Creed Origins. Což neplatí u předposledního dílu Assassin's Creed Syndicate, který byl repetitivní a nepřinesl nic nového kromě opravených FPS propadů a bugů, i když to nebylo také bez chyby.

## Abstergo Industries
V tomto díle není na společnost Abstergo brán takový zřetel a potkáme se tam pouze s naší spojovatelkou a po celou dobu hry se budeme spojovat se serverem, když budeme skákat v čase, pomocí portálů.

## Příběh
Většina příběhu je hrána za Arna Doriana, zpočátku malého chlapce, jehož otec Charles byl zabit když mu bylo 10. Ujme se ho templářský velmistr de la Serre, otec Elise, se kterou se Arno zná již od dětství. Arno se později dozví, že jeho otec byl asasín. Později je jeho adoptivní otec de la Serre zavražděn a Arno je z vraždy obviněn, odsouzen a zavřen do Bastily, kde se seznámí s asasínem Bellecem, který ho naučí bojovat, pomůže Arnovi odhalit své asasínské schopnosti a pozve ho do bratrstva. Poté dojde k dobytí Bastily Pařížany a Arno s Bellecem mají příležitost k útěku. Arno zde skočí svůj první skok důvěry.
Arno se připojí k bratrstvu a začne zabíjet templáře, kteří byli odpovědni za de la Serrovu smrt. Zabije několik důležitých templářů a spolu s Elise zjistí, že De la Serra chtěl nahradit Thomas Germain, který byl dříve vyloučen z řádu. Arno musí zabít i svého přítele Belleca, protože zjistí, že zabil vlastního velmistra asasínů Mirabeuaua, kvůli tomu, že chtěl přijmout Elise do bratrstva.
Konečný boj mezi Arnem a velmistrem templářů François-Thomasem Germainem se odehraje v pevnosti Templ. Arno s Elise bojují proti Germainovi, který v souboji používá bájný artefakt, meč první civilizace, se kterým nad nimi získá převahu. Elise se v konci souboje podaří meč zničit, ale sama je při výbuchu zabita. Arno poté dorazí zraněného Germaina a opouští Paříž, aby se smířil s Elisinou ztrátou. Tím započíná herní příběh DLC Assassin's Creed Unity: Dead Kings.

## Assassin's Creed Unity: Dead Kings
Assassin's Creed Unity: Dead Kings je DLC vydané k AC Unity. Momentálně je zcela zdarma jako omluva od vývojářů za četné chyby v původní hře. V USA vyšlo 13. ledna 2015 pro PS4, PC a Xbox One. Hlavní postava je stejná jako v AC Unity, Arno Dorian. Příběh se odehrává ve městě Franciade (dnešní Saint-Denis), ve Francii. Ve hře jsou nové zbraně (např. "Guillotine Gun") a samozřejmě i nové vylepšení a kostýmy. Mise v DLC trvají přibližně hodinu, průměrná doba hraní jsou 4 hodiny. Hru vyvíjelo studio Ubisoft Montpelier.

### Příběh
Děj začíná týden po zatčení a následném popravení Maximiliena Robespierrea. Arno odcestoval do města zvaného Franciade (dnešní Saint Denis) a setká se tam s markýzem de Sadem, který mu nabídne plavbu do Egypta. Arno souhlasí, ale markýzovi byly odcizeny papíry, bez kterých nemohou cestu uskutečnit. Arno se vydá do královské krypty pod starým kostelem, aby našel jistý hrob. Cestou získá lucernu, se kterou si ve tmě může svítit, musí do ní ale vždy po čase doplnit olej. Hrob je ale vykradený a tak Arno papíry získá až v opatství. Na papírech je jméno Leon, který se očividně skrývá v katakombách. Arno Leona najde na poslední chvíli, ale moc ho nepotěší, když zjistí, že jeho přítel Napoleon Bonaparte jde po jistém artefaktu první civilizace. Arno získá od Leona novou zbraň: Gilotinové dělo, které může sloužit jako minomet a zároveň jako sekera. Vydá se tedy opět do podzemí, kde musí tentokrát vyřešit tři hádanky, aby se mu odkryla dírka od dveří, která střeží artefakt. Nejprve ale ukradne klíč Napoleonovu poručíkovi. V poslední vzpomínce se mu podaří otevřít dveře, ale kapitán podzemních lupičů Arna střelí. Arno ho nakonec zabije a získá artefakt, který ovládá netopýry. V outru Arno zevnitř z artefaktu vyjme zlatou kouli (Úlomek Ráje) a pošle ji po asasínovi do Káhiry, aby byla z dosahu Napoleona.

## Herní sběratelské edice
- Speciální edice ("Special Edition")
  - Bonusová mise: Chemická revoluce ("The Chemical Revolution"), cca 30 minut hry
  - Při fyzické koupi navíc tyto nové zbraně a výstroje:
    - Pruský balíček: Pruská vesta + dlouhá puška
    - Mušketýrský balíček - Kapuce z obléhání Maastrichtu + španělský kord
    - Střelecký balíček - Kapuce pluku z Leipzigu + pistole

  - Při koupi jen digitálně navíc - Královský arzenální balíček: Černé mušketýrské kalhoty, Athosova košile, Pappenheimerův kord
- Edice "Bastila" ("Bastille Edition")
  - Dvě bonusové mise (dohromady cca 45 minut hry) pro jednoho hráče:
    - Americký vězeň ("The American Prisoner")
    - Chemická revoluce ("The Chemical Revolution")

  - Assassin's Creed Unity - artbook
  - Oficiální soundtrack na CD
  - Vše ve velké ocelové krabičce s logem AC Unity
- Edice "Notre Dame" ("Notre Dame Edition")
  - Dvě bonusové mise (dohromady cca 45 minut hry) pro jednoho hráče:
    - Americký vězeň ("The American Prisoner")
    - Chemická revoluce ("The Chemical Revolution")

  - Figurka Arna u gilotiny (výška: 39.5 cm)
  - Assassin's Creed Unity - artbook
  - Navíc nabízí herní karty a oficiální soundtrack na CD
- Edice "Revoluce" ("Revolution Edition")
  - Bonusová mise: Chemická revoluce ("The Chemical Revolution"), cca 30 minut hry
  - Navíc tyto zbraně a výstroje:
    - Pruský balíček: Pruská vesta + dlouhá puška
    - Mušketýrský balíček - Kapuce z obléhání Maastrichtu + španělský kord
    - Střelecký balíček - Kapuce pluku z Leipzigu + pistole

## DLC
- Secrets of the Revolution je DLC, které obsahuje 3 nové mise - Chemická revoluce ("The Chemical Revolution"), Americký vězeň ("The American Prisoner"), Zabitý vědou ("Killed by Science"), 8 zbraní a 5 kusů brnění.
- Revolutionary Armaments Pack je DLC, které nabízí 6 nových zbraní.
- Underground Armory Pack je DLC, které zahrnuje 3 pistole, 2 meče, 2 kompletní obleky a 2 kusy brnění.

## Kniha
Na motivy této hry vyšla, jako obvykle, kniha od autora píšícího pod pseudonymem Oliver Bowden - Assassin's Creed: Jednota (v originále Assassin's Creed: Unity). Kniha vyšla v angličtině 20. listopadu 2014 (2. 12. v USA) a do češtiny byla přeložena v dubnu či květnu 2015 Kateřinou Niklovou . Kniha opět popisuje pouze historický děj hry a úplně přeskakuje pasáže hry v přítomnosti (Abstergo, dnešní svět, atd.). Je psána podobně jako Assassin's creed: Opuštěný (Assassin's Creed: Forsaken), tedy formou deníku. V této knize se ovšem střídají deníky Arna i Elise, Elisin v knize převažuje.